# Pyrrhusseger
En pyrrhusseger avser en dyrköpt seger, ofta en seger med stora egna förluster. Innebörden i uttrycket kan även vara att resultatet av "segern" visar sig leda till en förlust längre fram.
Uttrycket härrör från Pyrrhus, kung av Epirus, som efter sin seger mot romarna i slaget vid Asculum år 279 f.Kr. skall ha yttrat: "En sådan seger till, och jag är förlorad."

## I samtida källor
Plutarchos relaterar till Dionysios från Halikarnassos när han berättar om slutet av slaget:
"Arméerna separerade från varandra, och det sades att Pyrrhus svarade en som gratulerade honom till segern att en till sådan seger skulle totalt förgöra honom. För han hade förlorat en stor del av de styrkor han medförde, och nästan alla av sina nära vänner och befälhavare; det fanns inga lämpliga rekryter, och han fann sina allierade i Italien omedgörliga. Å andra sidan, precis som en fontän som ständigt flödar ut ur staden, så blev det romerska lägret snabbt påfyllt av nya rekryter, och alla var inte nedslagna av den förlust de lidit, men genom sin egen ilska skapade de nya krafter och en vilja att fortsätta kriget."